# Grimms eventyr
Grimms eventyr er en samling af 211 eventyr, samlet og udgivet af brødrene Grimm, 1812-1815. Eventyrene udkom første gang på dansk i 1821. Nogle få af eventyrene er danske folkeeventyr, som er oversat til tysk. Andre af fortællingerne som f.eks. Tornerose og Den bestøvlede kat har fransk oprindelse og er sandsynligvis forfattet af Charles Perrault.
Den erotiske side og den blodige side af folkeeventyrene er som regel nedtonet eller censureret.

## Liste over eventyrene
Grimms eventyr i alfabetisk orden:
- Alskensskind
- Armod og ydmyghed fører til himlen
- Askepot
- Bidronningen
- Bjerg Simeli
- Bjørnemanden
- Bonden i himlen
- Bonden og djævelen
- Bord dæk dig
- Brorlil og Søsterlil
- Brudevalget
- Brødkrummerne på bordet
- Bøffellæderstøvlerne
- Børnelegenderne
- De fire talentfulde brødre
- De hullede sko
- De kloge folk
- De seks svaner
- De seks tjenere
- De små folks gaver
- De syv ravne
- De to brødre
- De to kongebørn
- De to vandringsmænd
- De tolv apostle
- De tolv brødre
- De tolv jægere
- De tre brødre
- De tre dovne sønner
- De tre feltskærer
- De tre fjer
- De tre grønne grene
- De tre håndværkssvende
- De tre lykkebørn
- De tre slangeblade
- De tre små fugle
- De tre små mænd i skoven
- De tre sorte prinsesser
- De tre spindersker
- De tre sprog
- Dele surt og sødt
- Den bestøvlede kat
- Den dovne Henrik
- Den dovne spinderske
- Den dygtige jæger
- Den fattige møllersvend og katten
- Den fattige og den rige
- Den foryngede mand
- Den gamle bedstefar og barnebarnet
- Den gamle Hildebrand
- Den gamle kone i skoven
- Den gamle morlille
- Den gamle tiggerske
- Den hellige Josef i skoven
- Den hvide og den sorte brud
- Den hvide slange
- Den klare sol bringer det for dagen
- Den kloge bondedatter
- Den kloge Else
- Den kloge Grete
- Den kloge lille skrædder
- Den kloge tjenestekarl
- Den kløgtige Hans
- Den lille hyrdedreng
- Den lille Rødhætte
- Den magre Lise
- Den mærkelige spillemand
- Den rette brud
- Den smukke Katrininge og Pif Paf Polle
- Den stakkels dreng i graven
- Den stjålne mønt
- Den store roe
- Den stærke Hans
- Den syngende gyngende løvhyttefugl
- Den syngende knogle
- Den tapre skrædder
- Den trofaste Johannes
- Den underjordiske
- Den unge kæmpe
- Den utaknemmelige søn
- Det blå lys
- Det egenrådige barn
- Det himmelske bryllup
- Djævelen med de tre gyldne hår
- Djævelen og hans oldemor
- Djævelens snavsede bror
- Doktor Alvidende
- Døden som Fadder (el. Dødens Gudsøn)
- Dødens sendebud
- En god handel
- Enebærtræet
- Enøje, Toøje og Treøje
- Evas ulige børn
- Eventyr om tudsen
- Eventyret om en der drog ud i verden for at lære frygt at kende
- Ferdinand tro og Ferdinand utro
- Findefugl
- Fitchers fugl
- Fladfisken
- Frede og Misseline
- Friskfyr
- Fru Rævindens bryllup
- Fru Trolde
- Frøken Malene
- Frøkongen eller Jernhenrik
- Fugl Grif
- Fuglefund
- Gamle Rinkrank
- Gamle Sultan
- Glaskisten
- Gravhøjen
- Guds føde
- Guldbørnene
- Guldfuglen
- Guldgåsen
- Guldnøglen
- Guldæsel og knippel af sæk
- Gærdesmutten
- Gærdesmutten og bjørnen
- Gådeeventyr
- Gåden
- Gåsepigen
- Gåsepigen ved brønden
- Hamlstrå, kul og bønne
- Hanebjælken
- Hans gifter sig
- Hans mit pindsvin
- Hans og Grethe
- Harebrud
- Haren og pindsvinet
- Hasselgrenen
- Herrens og djævelens dyr
- Hr. Fadderen
- Hr. Korbes
- Hunden og spurven
- Huset i skoven
- Husstanden
- Hørskæverne
- Jernhans
- Jernovnen
- Jomfru Marias bæger
- Jomfru Marias plejebarn
- Jorinde og Joringel
- Jøden i tornebusken
- Kat og mus i bofælleskab (også: Katten og musen)
- Knoist og hans tre sønner
- Konen i muddergrøften
- Kong Drosselskæg
- Kongen af det gyldne bjerg
- Kongesønnen der ikke var bange for noget
- Kornakset
- Krystalkuglen
- Kæmpen og skrædderen
- Lammet og fisken
- Levetiden
- Ligskjorten
- Lille lus og Lille loppe
- Lillebonden
- Livets vand
- Lykkehans
- Løgnehistorie fra Ditmarsken
- Mester Pren
- Mestertyven
- Mor Hulda
- Månen
- Nelliken
- Nisserne
- Nymfen i dammen
- Om fiskeren og hans kone
- Om hønens død
- Om musen, fuglen og pølsen
- Pigen fra Brakel
- Pigen uden hænder
- Plejlen fra himlen
- På rejse
- Rakkerpak
- Ranselen, hatten og hornet
- Rapunzel
- Ravnen
- Rolands kæreste
- Rosen
- Rottefængeren fra Hameln
- Rumleskaft
- Ræven og fru ulvemor
- Ræven og gæssene
- Ræven og hesten
- Ræven og katten
- Rørdrum og hærfugl
- Røverbrudgommen
- Salatæslet
- Seks mand slår sig gennem verden
- Skrædderen i himlen
- Skrønen om Slaraffenland
- Snehvid og Rosenrød
- Snehvide
- Spillehans
- Spurven og dens fire børn
- Stadsmusikanterne fra Bremen
- Stjernedalerne
- Storebror og Lillesøster
- Syv mand fra Schwaben
- Sødgrøden
- Sømmet
- Taskenspilleren og hans mester
- Ten, væveskyttel og nål
- Tolv dovne karle
- Tomling på valsen
- Tommeliden
- Tornerose
- Trommeslageren
- Uglen
- Ulven og de syv gedekid
- Ulven og mennesket
- Ulven og ræven
- Vandharen
- Vandnymfen
- Æselføllet
- Ånden i flasken